# 목포하당 중흥S-클래스 센텀뷰
목포하당 중흥S-클래스 센텀뷰(영어: Mokpo Hadang S-CLASS Centum View)는 대한민국 전라남도 목포시 상동에 위치하고 있다. 2019년에 착공하여 2022년에 완공된 후 9월 30일에 개장했다.

## 역사
농수산물도매시장이 있었고 2009년에는 홈플러스에서 대형마트를 짓기 위해 매입했지만 홈플러스 쪽에서 포기하고 2017년 중흥이 땅을 인수했다. 2018년 하당지구에 이 건물을 짓는다고 하고 분양이 완료되었고 착공했다. 2022년 상업시설 분양이 완료된다. 완공 후 9월 30일에 개장했고 입주가 시작되었다. 

## 구성
| 동 명칭 | 층수 | 높이 |
| ------- | ---- | ---- |
| 101동   | 46층 | 158m |
| 102동   | 44층 | 152m |
| 103동   | 46층 | 158m |
| 104동   | 48층 | 164m |

## 높이
최고 층수는 지상 47층이고 최고 높이 164m이다. 104동이 다른 동보다 높다. 아파트의 층수는 다른 경우도 있고 비슷한 경우도 있다. 103동의 높이와 층수는 101동이랑 비슷하다. 완공 후 목포시에서 가장 높은 아파트가 되었다. 현재 전라남도에서 가장 높은 건물이다.

## 특징
아파트와 상가는 하당지구에 위치하고 있다. 4개동 최상층에는 복층이 있다. 공동주택 출구, 공동주택 주출입구, 근린생활시설 출입구, 옥상정원이 있다. 세대수는 640세대다. 주차대수는 908대 (세대당 1.42대)이다. 주변에는 어린이놀이터가 있다.

## 내부 시설

### 101동
| 층수                | 시설                             |
| ------------------- | -------------------------------- |
| 28층 ~ 46층         | 아파트                           |
| 27층                | 피난안전구역                     |
| 5층 ~ 26층          | 아파트                           |
| 4층                 | 옥상정원, 주민공동시설, 부대시설 |
| 3층                 | 근린생활시설/부대시설            |
| 2층                 | 근린생활시설                     |
| 1층 ~ 3층           | 근린생활시설/부대시설            |
| 지하 5층 ~ 지하 1층 | 지하주차장, 기전실               |

### 102동
| 층수                | 시설                             |
| ------------------- | -------------------------------- |
| 28층 ~ 44층         | 아파트                           |
| 27층                | 피난안전구역                     |
| 5층 ~ 26층          | 아파트                           |
| 4층                 | 옥상정원, 주민공동시설, 부대시설 |
| 3층                 | 근린생활시설/부대시설            |
| 2층                 | 근린생활시설                     |
| 1층 ~ 3층           | 근린생활시설/부대시설            |
| 지하 5층 ~ 지하 1층 | 지하주차장, 기전실               |

### 103동
| 층수                | 시설                             |
| ------------------- | -------------------------------- |
| 28층 ~ 46층         | 아파트                           |
| 27층                | 피난안전구역                     |
| 5층 ~ 26층          | 아파트                           |
| 4층                 | 옥상정원, 주민공동시설, 부대시설 |
| 3층                 | 근린생활시설/부대시설            |
| 2층                 | 근린생활시설                     |
| 1층 ~ 3층           | 근린생활시설/부대시설            |
| 지하 5층 ~ 지하 1층 | 지하주차장, 기전실               |

### 104동
| 층수                | 시설                             |
| ------------------- | -------------------------------- |
| 28층 ~ 48층         | 아파트                           |
| 27층                | 피난안전구역                     |
| 5층 ~ 26층          | 아파트                           |
| 4층                 | 옥상정원, 주민공동시설, 부대시설 |
| 3층                 | 근린생활시설/부대시설            |
| 2층                 | 근린생활시설                     |
| 1층 ~ 3층           | 근린생활시설/부대시설            |
| 지하 5층 ~ 지하 1층 | 지하주차장, 기전실               |

## 같이 보기
- 대한민국의 마천루 목록
- 전라남도의 마천루 목록
- 목포시의 마천루 목록